# Nieuw Genootschap Nederlandse Componisten
Het Nieuw Genootschap Nederlandse Componisten (Nieuw Geneco) is een beroepsvereniging voor componisten in Nederland. Het genootschap heeft meer dan 330 leden. Nieuw Geneco komt voort uit een fusie in 2014 van beroepsverenigingen Genootschap Nederlandse Componisten (GeNeCo) en Componisten 96.
De vereniging heeft als doel het opkomen voor de directe en indirecte belangen van componisten die in Nederland wonen en werken en waar mogelijk het beleid van de overheid te beïnvloeden. Het genootschap onderhoudt contacten met andere organisaties op het gebied van de gecomponeerde muziek in Nederland, zoals het Fonds Podiumkunsten, het Ministerie van Onderwijs, Cultuur en Wetenschap, Donemus, Gaudeamus, de International Society of Contemporary Music (ISCM), Buma/Stemra, en andere beroepsverenigingen.
Sinds 2006 was GeNeCo samen met de organisatie Beroepsvereniging van Improviserende Musici (BIM) verenigd in de Unie van Componisten.
Nieuw Geneco heeft de fair practice code voor compositieopdrachten, het Nieuw Geneco Honorariumtabel, in 2019 gemoderniseerd en overgenomen.
De Henriëtte Bosmansprijs, een aanmoedigingsprijs voor een veelbelovend componist, werd tot 2012 jaarlijks uitgereikt door het genootschap.